# ليويلين تومسون
ليويلين تومسون (بالإنجليزية: Llewellyn Thompson)‏ هو دبلوماسي أمريكي، ولد في 24 أغسطس 1904 في كولورادو في الولايات المتحدة، وتوفي في 6 فبراير 1972 في بيثيسدا في الولايات المتحدة بسبب سرطان.

## وصلات خارجية
- ليويلين تومسون على موقع IMDb (الإنجليزية)
- ليويلين تومسون على موقع مونزينجر (الألمانية)
- ليويلين تومسون على موقع إن إن دي بي (الإنجليزية)